# 부활 (2005년 드라마)
부활(復活)은 2005년 6월 1일부터 2005년 8월 18일까지 방영되었던 KBS2의 24부작 HD 수목드라마이다. 함께 방영을 시작한 MBC의 《내 이름은 김삼순》에 밀려 시청률에 있어서는 고전을 면치 못했으나, 인터넷 상으로는 일명 '부활패닉'을 만들며 매니아 드라마로 큰 인기를 끌었다. 특히, 엄태웅은 서하은(유강혁), 유신혁의 1인 2역을 소화하고, 드라마 후반부에서 기억을 되찾은 유강혁의 모습을 표현하는 등 사실상 1인 3역을 해내는 연기로, 팬들에게 '엄포스'라는 별명을 얻었다. 《내 이름은 김삼순》 종영 후 마지막회에 전국시청률 22.9%를 기록했다.

## 기획의도
세상엔 철저한 악인도 선인도 존재하지 않는다. 그저 인간이기에 인간적일 수 밖에 없는 사람들이 인간의 내면을 모티브로 하는 드라마엔 존재한다. 심리적으로 내재되어 있는 인간적인 약점들(질투, 이기심, 탐욕, 증오)과 인간의 생명력(사랑, 용서, 평화)의 충돌과 갈등을 통해 드라마 속 주인공들은 또 다른 인생의 한 장을 여는 성장으로 이어갈 것이다. 더 나은 사람이 되기 위해 그들은 지옥까지 갔다 오는 여정을 밟아야 한다. <부활>은 자기 자신 또는 가족 집단의 이익을 위해 타인의 존재를 희생하며 파괴하면서도 스스로를 돌이켜 보지 않는 것에 익숙해져 가는 현대인들에게 인간으로부터 인간다움을 뺏는 것만큼 불행한 일은 없다는 메시지와 선이면서 동시에 악이기도 한 인간의 있는 그대로의 전모를 부각시켜 선과 악은 전혀 다른 뿌리에 있지 않다는 경고를 통해 과연 인생의 성공이란 무엇인지 한번쯤 돌이켜 그 의미를 반추해보려고 한다. 또한 아무리 절망적인 상황에서도 사람만이 희망이며 사람이 이뤄내는 최고의 기적은 사랑이라는 메시지를 통해 순수한 사랑의 감동을 전달하고자 한다.

## 등장 인물

### 주요 인물
- 엄태웅 : 서하은 (유강혁) / 유신혁 역 - 강력계 형사 / 무릉건설 부사장 (아역 : 강산, 곽정욱)
- 한지민 : 서은하 역 (아역 : 김가람, 박은빈) - 무릉건설 인테리어팀 직원, 하은의 의붓동생
- 소이현 : 이강주 역 - KSB 사회부 수습기자
- 고주원 : 정진우 역 - J&C그룹 부사장 (아역 : 심태훈)

### 서하은의 주변인물
- 이대연 : 경기도 역 - 강력5팀 반장
- 고명환 : 김수철 역 - 하은의 동료형사
- 나경민 : 장동인 역 - 하은의 후배형사

### 유신혁의 주변인물
- 이정길 : 강인철 역 - 신혁의 의붓아버지
- 선우은숙 : 김이화 역 - 강혁(서하은)과 신혁의 어머니이자 신영의 어머니
- 이연희 : 강신영 역 - 강혁(서하은)과 신혁의 이부 동생
- 안내상 : 유건하 역 - 강혁(서하은)과 신혁의 아버지, 강력계 형사
- 조재완 : 안재훈 역 - 신혁의 비서

### 서은하의 주변인물
- 강신일 : 서재수 역 - 은하의 아버지
- 김준희 : 이해경 역 - 무릉건설 인테리어 팀 대리, 은하의 상사

### 이강주의 주변인물
- 김갑수 : 이태준 역 - 강주의 아버지, 야당 원내대표 4선 국회의원
- 이원발 : KSB 보도국장 역

### 정진우의 주변인물
- 기주봉 : 정상국 역 - 진우의 아버지, J&C그룹 회장
- 유혜정 : 윤미정 역 - 정상국의 부인, 진우의 의붓어머니
- 이원희 : 김 비서 역 - 진우의 비서

### 그 외 인물
- 김기복 : 황종인 역 - 강인철의 비서, 최동찬의 이복형
- 정호빈 : 이정무 역 - 이태준의 보좌관
- 이한위 : 임대식 역 - 관광호텔 사장
- 김규철 : 최동찬 역 - 관광호텔 부사장, 황종인의 이복동생
- 주진모 : 박상철 역 - 연합 상철이파 두목
- 김윤석 : 천공명 역 - 일명 천 사장, 흥신소 운영, 하은의 조력자
- 이동규 : 박희수 역 - 이태준의 사생아, 민수연의 아들
- 최원석 : 양만철 역 - 임대식의 부하
- 방극현 : 최동찬의 심복 역
- 이진욱 : 스티븐 리 역
- 최용민 : 허덕우 역 - 경찰서장
- 유승봉 : 형사과장 역
- 김주호 : 강주의 선배기자 역
- 서상익 : 강력5팀 前 반장 역
- 조병기 : 성추행남 역
- 최은석 : 형사 역
- 박주아 : 분식집 사장 역
- 김태영 : 목사 역
- 조병곤
- ? : 택시기사 역
- 이승훈 : 은하의 맞선남 역
- 남현주 : 양만철의 부인 역
- 양지선 : 여경 역
- 김민진 : 슈퍼 주인 역
- 한나
- 이정성 : 의사 역
- 이기준
- 함석훈 : 형사 역
- 조은애 : 신혁의 비서실 직원 역
- 홍재성 : 기자 역
- 현영임 : 여경 역
- 황미선 : 경기도의 부인 역
- 최지혜
- 유승민 : 기자 역
- 이규준
- 홍승범
- 이혜인 : 호텔 안내데스크 직원 역
- 이재훈
- 맹호림 : 박 이사 역
- 권혁호 : 무릉건설 이사 역
- 유형관 : 노조위원장 역
- 허선행
- 이성주 : 호텔 로비 경비원 역
- 최윤준 : 노조원 역
- 홍승모
- 염정구
- 신선희 : 진우의 어머니 역
- 박통일
- 백재민
- 김동석
- 이용기
- 박칠용 : 강 과장 역
- 이정학
- 건휘
- 남소연
- 김난주
- 한창현 : 신혁의 대학동창 역
- 김홍수 : 김 사장 역 - 레미콘 사장, 강인철의 대학후배
- 이화진
- 손선근 : 의사 역
- 이경순
- 김영옥 : 수녀 역
- 정세형
- 정병호 : 신부 역
- 권영경 : 빵집 사장 역
- 유은혜
- 김하영
- 김흥수
- 왕태언
- 박팔영 : 이사 역
- 이종구 : 이사 역
- 김동현
- 전일범 : 단란주점 업주 역
- 민준현 : J&C그룹 직원 역
- 한동환 : 호텔 매니저 역
- 문미봉 : 박말숙 역 - 민수연의 어머니
- 이민아
- ? : 보육원 원장 역
- ? : 단란주점 알바생 역
- 김건호 : 민수희의 전 남편 역
- 이성호 : 의사 역
- 공재원 : 기자 역

## 제작진
- 책임프로듀서 : 홍성덕 (KBS 드라마운영팀)
- 극본 : 김지우
- 촬영 : 변춘호
- 조명 : 정길용
- 편집 : 김영주
- 미술 : 나이선
- 음악 : 지평권
- 연출 : 박찬홍, 전창근 (KBS 드라마본부)

## 줄거리
드라마의 시작은 한 관광호텔의 사장이었던 '임대식'의 살인 사건으로부터 시작된다.

경찰들은 이 사건을 자살로 종결지으려고 하였으나, 형사들 중 한 명이었던 '서하은'만은 이 사건이 다른 사람에 의한 살인이라고 주장한다. 그는 그 용의자로 '최동찬'을 지목한다.

그러나 그는 비리경찰이라는 누명을 쓰게되어 도망자가 되고, 그 와중에 자신의 출생과, 잃어버린 쌍둥이 동생 '유신혁'이 있다는 것을 알게 된다.

그리하여 '서하은'은 20년 만에 동생을 만나기 위해 강릉으로 떠나는데...

## 수상 경력
- 2005년 KBS 연기대상 남자 우수 연기상, 베스트 커플상 엄태웅
- 2005년 KBS 연기대상 여자 신인상, 베스트 커플상 한지민